# 20 Bootis
20 Bootis, som är stjärnans Flamsteed-beteckning, är en ensam stjärna i den sydvästra delen av stjärnbilden Björnvaktaren. Den har en skenbar magnitud på ca 4,80 och är synlig för blotta ögat där ljusföroreningar ej förekommer. Baserat på parallaxmätning inom Hipparcosuppdraget på ca 17,8 mas, beräknas den befinna sig på ett avstånd på ca 183 ljusår (ca 56 parsek) från solen. Stjärnan har en relativt stor egenrörelse och rör sig över himlavalvet med en hastighet av 0,144 bågsekunder per år. Den rör sig närmare jorden med en heliocentrisk radiell hastighet på −8 km / s.

## Egenskaper
20 Bootis är en orange till gul jättestjärna av spektralklass K3 III. Den är en stjärna inom röda klumpen, som befinner sig på den horisontella grenen och genererar energi genom fusion av helium i dess kärna. Den har en massa som är omkring 10 procent större än solens massa, en radie som är ca 12 gånger större än solens och utsänder ca 52 gånger mera energi än solen från dess fotosfär vid en effektiv temperatur på ca 4 500 K.
20 Bootis är en misstänkt variabel, som har en skenbar magnitud av +4,80 och varierar i amplitud med 0,13 magnituder utan någon fastställd periodicitet.